# Cantonul Nantes-5
Cantonul Nantes-5 este un canton din arondismentul Nantes, departamentul Loire-Atlantique, regiunea Pays de la Loire, Franța.